# Thủ công nghiệp Đại Việt thời Lê sơ
Thủ công nghiệp Đại Việt thời Lê Sơ chiếm vị trí khá quan trọng trong nền kinh tế Đại Việt thời Lê Sơ. Có hai loại hình là thủ công nghiệp trong nhân dân và do triều đình tổ chức, gọi là Cục Bách Tác.

## Thủ công nghiệp
Hai hình chính của thủ công nghiệp nhân dân là phường hội, làng nghề chuyên nghiệp và nghề phụ của nông dân.

### Nghề phụ của nông dân
Dù không sản xuất thường xuyên nhưng hình thức này cũng khá quan trọng trong đời sống xã hội. Khi nông nhàn, người nông dân thường làm những công việc dệt vải, làm nón, đan lát... Sản xuất sản phẩm chủ yếu để giải quyết nhu cầu gia đình, một số khác phục vụ thị trường địa phương. Sự kết hợp giữa nông nghiệp và thủ công nghiệp này phản ánh tính chất tự nhiên, tự cung tự cấp của kinh tế thời kỳ này.

### Phường hội, làng nghề chuyên nghiệp
Các làng nghề thủ công chuyên nghiệp nổi tiếng đương thời có:
- Sơn Tây: huyện Bất Bạt có nghề làm dầu, gai, đay; huyện Tam Nông có nghề làm chè tai mèo, sáp vàng sáp trắng, làng Nguyên Thán dệt vải, huyện Tiên Phong dệt lụa.
- Sơn Nam: huyện Thanh Oai, Bộ La Thái Bình dệt lụa, huyện Kim Bảng làm the; Hải Triều Thái Bình dệt chiếu, xã Hoàng Mai huyện Thanh Trì và xã Bình Vọng huyện Thượng Phúc nấu rượu sen, rượu cúc, xã Đông Thái nấu rượu nếp. Những làng rượu này rất nổi tiếng, để tiến cống triều đình và dùng trong các dịp lễ đón bốn mùa.
- Kinh Bắc: làng Bát Tràng, Gia Lâm làm bát chén; làng Huệ Cầu huyện Văn Giang nung vôi
- Nghệ An: huyện Tương Dương dệt vải thưa, huyện Thạch Hà làm the mỏng
- Quảng Nam: xã Tư Minh huyện Tuy Viễn làm tơ gai, xã Miên Sơn huyện Tuy Viễn dệt lụa màu huyền
- Lạng Sơn: châu Yên Bác có nghề làm gấm thêu, các chất thơm. Sản phẩm dùng làm đồ tiến cống.

## Cục Bách tác

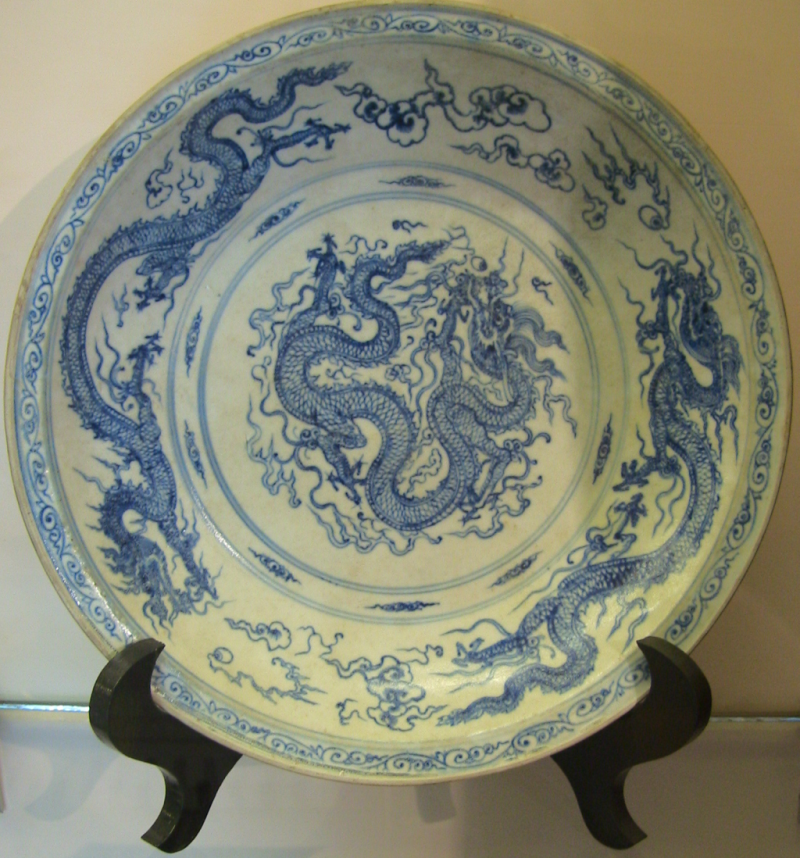
Đĩa trang trí rồng thời Lê sơ.

Cục Bách tác là hình thức tổ chức sản xuất thủ công nghiệp của triều đình. Đây là nơi chuyên sản xuất ra các sản phẩm phục vụ cho cung vua như tiền, vũ khí, các đồ nghi trượng, đồ dùng vua quan, đồ trang sức...
Các thợ thủ công tham gia Cục Bách  tác gọi là công tượng. Họ là những thợ giỏi trong nhân dân được triều đình trưng tập. Hàng năm, triều đình cử người về các địa phương cùng các quan phủ, huyện có nhiệm vụ đề cử những thợ lành nghề lên Cục Bách công.
Công tượng là chế độ lao động cưỡng bức, tổ chức thành đội ngũ như quân lính. Từ thời Lê Thánh Tông chia công tượng làm hai ban luân phiên nhau, một nửa sản xuất, một nửa về quê làm ruộng. Do chế độ công tượng có tính trói buộc người thợ thủ công nên họ không hứng thú với công việc trưng tập của triều đình. Do đó nhiều người đã phản ứng bằng cách trốn tránh, đến chậm hoặc thoái thác. Vì vậy Luật Hồng Đức đã có những điều khoản trị tội họ.
Ngoài công tượng, trong Cục Bách tác còn có các công nô là những người bị tội đồ, bị sung vào đây sản xuất với thân phận nô tỳ.
Sản xuất của Cục Bách tác chỉ phục vụ riêng cho cung đình, sản phẩm không phục vụ nhân dân, không trở thành hàng hóa, do đó không có tác dụng thúc đẩy phát triển kinh tế hàng hóa.

## Các nghề thủ công nghiệp

### Nghề gốm
- Gốm Chu Đậu

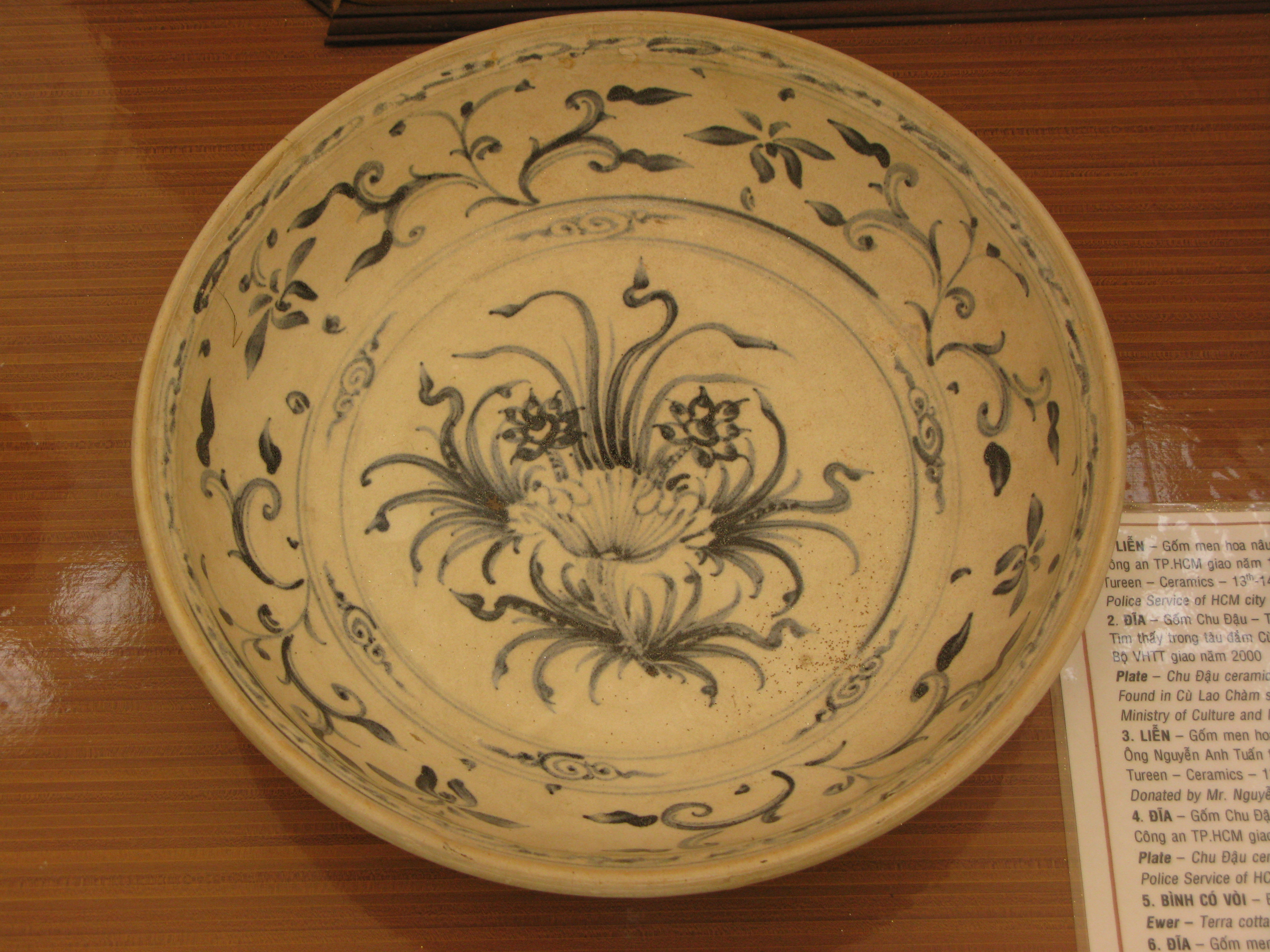

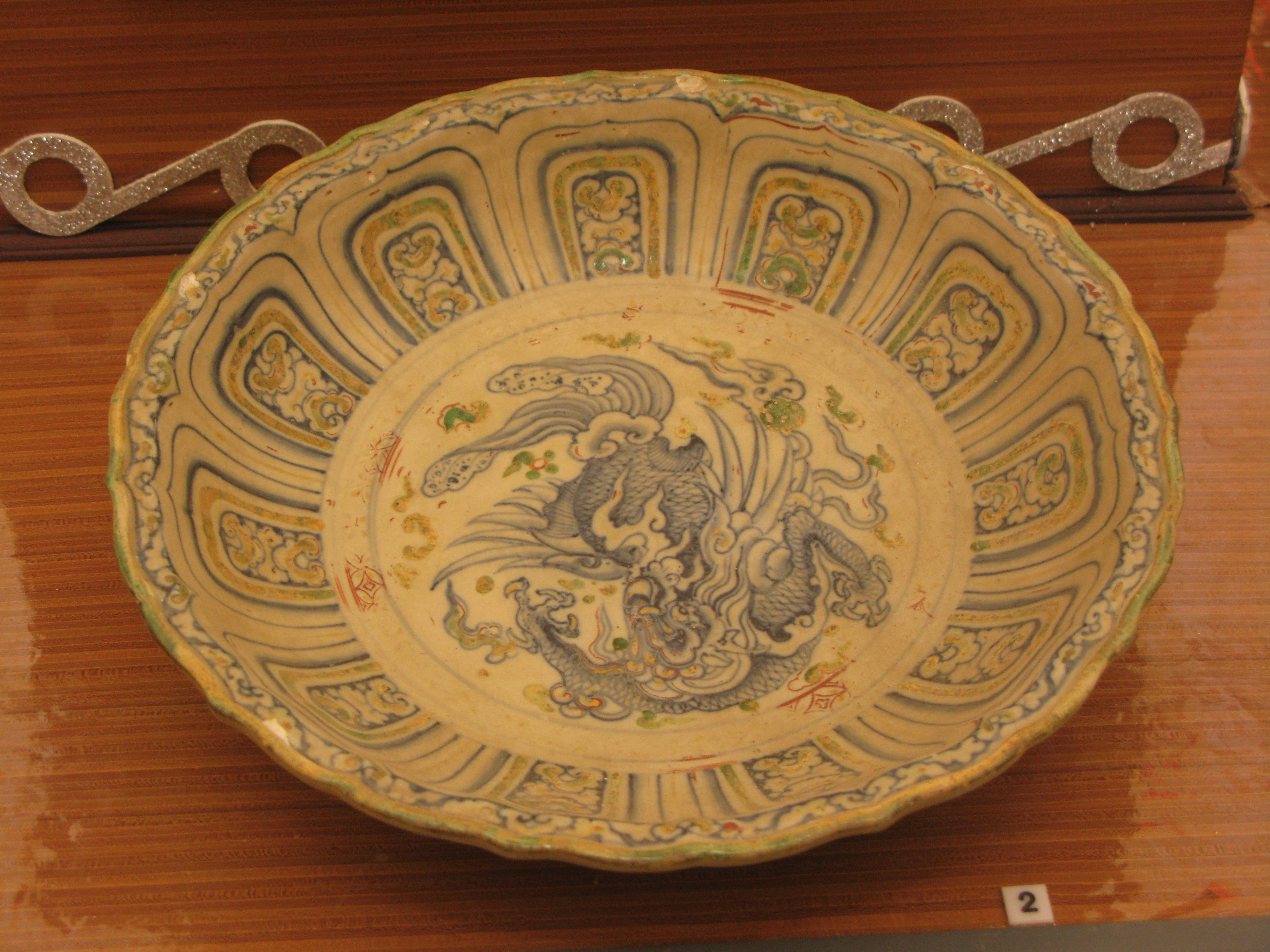

Chu Đậu thời Lê Sơ là xã nhỏ ở huyện Thanh Lâm, phủ Nam Sách, trấn Hải Dương. Đây là trung tâm sản xuất gốm sứ cao cấp, xuất hiện từ cuối thời nhà Trần và đến thời Hậu Lê thì bắt đầu phát triển mạnh mẽ.
Chu Đậu chuyên sản xuất đồ gốm sứ cao cấp, đa dạng về các loại hình sản phẩm như chén, bát, hộp sứ, lọ, bình, tước... được trang trí bằng nhiều loại men màu, phổ biến là men trắng trong, hoa lam, men ngọc. Một số sản phẩm tráng tới 2 màu men. Hoa văn chủ đạo là sen, cúc dưới hình dạng phong phú; hình động vật là chim, cá, côn trùng và người.
- Bát Tràng:

Làng nghề nổi tiếng này hình thành từ thời Lý, Trần và thường cung cấp cống phẩm cho nhà Minh. Trước đây, người làng vốn ở làng Bồ Bát hay Bạch Bát (Ninh Bình) di cư đến lập nghiệp, đặt tên làng mới là Bạch Thổ phường (phường đất trắng), sau đổi là Bá Tràng phường, cuối cùng mới lấy tên Bát Tràng phường (nơi làm bát).
Sản phẩm của Bát Tràng gồm bát, đĩa, chậu, ấm, bình vôi, bình hoa, gạch, ngói... Men trang trí có phong cách đặc trưng riêng; hình dáng sản phẩm dày dặn chắc khỏe. Sản phẩm gạch Bát Tràng cũng rất nổi tiếng, dùng lát nhiều sân chùa và đường làng.

### Nghề dệt
Nghề dệt có ở Việt Nam từ hơn 1000 năm trước thời Hậu Lê.
Tại kinh thành Thăng Long có các phường dệt nổi tiếng như Thụy Chương, Nghi Tàm. Tại Hải Dương có 3 ấp nổi tiếng là Mao Điền (huyện Cẩm Giàng), Hộ Am và ấp Bất Bế (huyện Đồng Lai, nay là huyện Vĩnh Lại).
Thời Lê sơ, các thợ dệt đã làm được hàng sợi bông trông gần như dạ và nỉ hiện đại gọi là "nuy đoạn" hoặc "nhung thúc". Đến thế kỷ 20, các cửa hàng bán đồ tế lễ dùng loại nhung này để cắt chữ dán câu đối hoặc bọc ngoài các đôi hia cúng thần. Phủ Quốc Oai đã sản xuất thứ hàng này gồm đủ màu xanh, tím, vàng, biếc không kém chất lượng hàng của Trung Quốc.

### Nghề sơn
Nghề sơn đã có từ khá lâu đời, nhưng đến thời Hậu Lê thì được phát triển thêm một bước.
Sơn dùng trang trí ở hầu hết các đền thờ dinh thự ở đồng bằng Bắc Bộ. Sản phẩm nối tiếng xuất phát từ làng Bình Vọng, huyện Thường Tín (Hà Nội) với ông tổ là Trần Lư.

### Nghề chạm khắc đá
Nổi tiếng nhất là làng Kính Chủ thuộc phủ Kinh Môn (Hải Dương). Hầu hết đàn ông tại làng Kính Chủ đều biết nghề chạm đá.
Nguyên liệu sẵn có, khai thác thuận tiện làm cho làng nghề có công việc quanh năm. Không chỉ phục vụ nhu cầu tại địa phương, làng nghề này còn sản xuất cối đá, trục lúa, đá phiến... giao cho thương nhân chở theo đường thủy đến các địa phương khác hoặc nhận đi làm công trình ở các nơi khác.

### Nghề in mộc bản
Bắt đầu từ thời Lý (thế kỷ 12) nhưng đến thời Lê Sơ, nghề này mới đi vào quy củ. Nổi tiếng nhất là 2 làng Hồng Lục và Liễu Tràng (phủ Hạ Hồng, Hải Dương). Sự thăng tiến về trình độ của nghề này có ghi nhận sự du nhập kỹ thuật của Trung Quốc.